# Dacentrur
Dacentrur (Dacentrurus) – rodzaj dinozaura z infrarzędu stegozaurów, zawierający jeden pewny gatunek D. armatus, opisany jako pierwszy przedstawiciel tej grupy tyreoforów. Dorastał 8 m długości, jego grzbiet i ogon nosiły płyty i kolce, w liczbie żeber występował dymorfizm płciowy. Zauropsyd ten zamieszkiwał Europę w kimerydzie i na przełomie rzeczonego wieku i tytonu. Bywał uważany za bazalnego przedstawiciela stegozaurów, nowsze poglądy sytuują go jednak z miragaią w osobnej podrodzinie Dacentrurinae blisko spokrewnionej ze stegozaurem.

## Anatomia

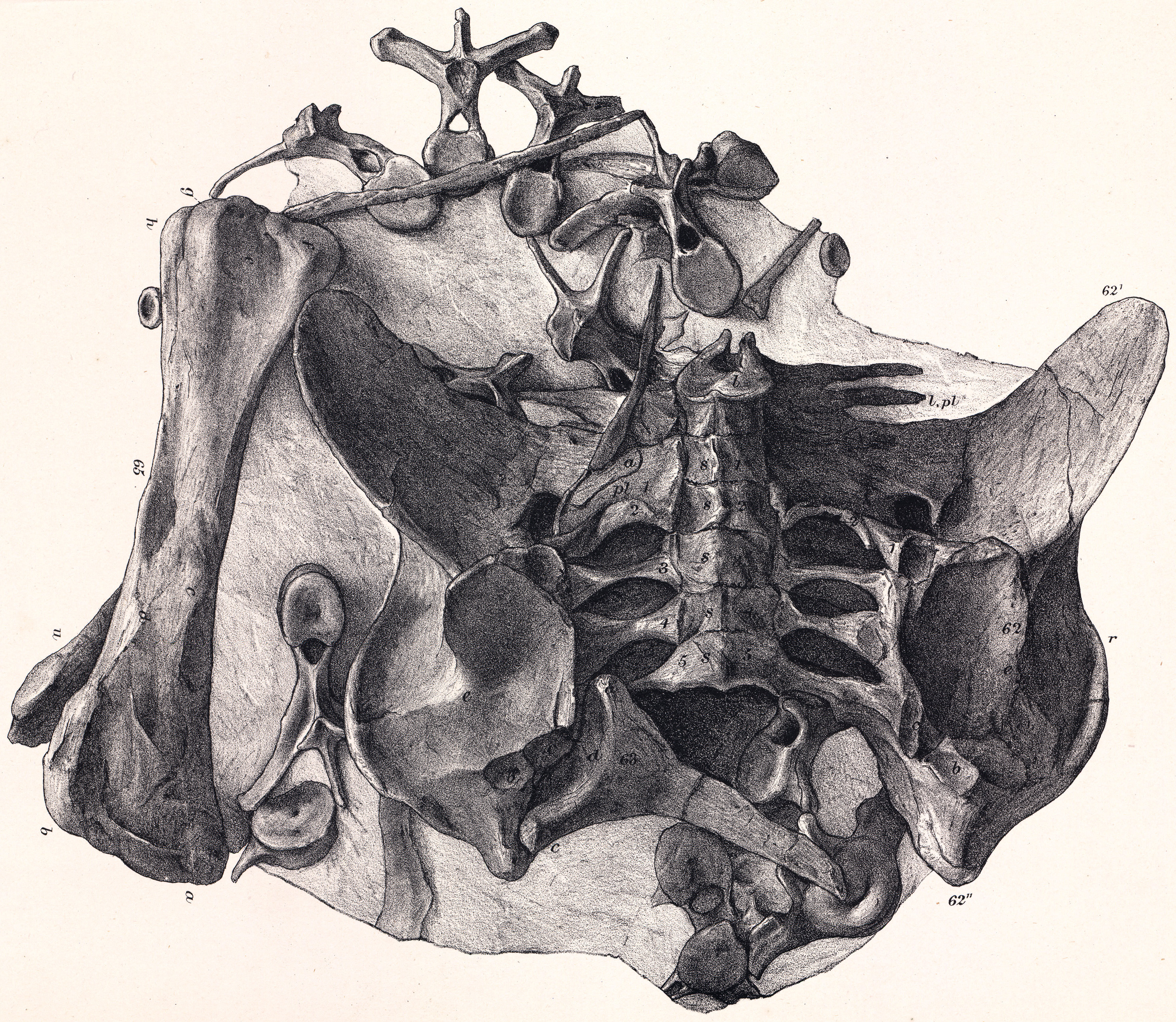
Holotyp. Praca z monografii Owena z 1875.

Wyobrażenie dacentrura zmieniało się z upływem czasu. Richard Owen np. uznał jeden z kolców tyreofora za wyrostek jego nadgarstka.
Zwierzęciu nieraz przypisuje się długość nawet 8 m i masę nosorożca, należałoby więc do największych stegozaurów.
Kręgi szyjne posiadają pogrubiały wyrostek kolczysty, jak u hesperozaura. Kręgi grzbietowe są masywne, szersze, niż dłuższe. Ich wyrostki kolczyste przewyższają wysokością boczne powierzchnie stawowe. Minimalny kąt pomiędzy wyrostkiem poprzecznym takiego kręgu a jego łukiem wynosi 55°. Z kolei kręgi ogonowe zdobi podłużny, przypodstawny grzebień. Również noszą one wyrostki kolczyste w kształcie poszerzone, choć nie przypominające kropli łzy.
Żebra odchylają się do tyłu. Podobnie, jak przedni wyrostek miednicy, przypominają swe odpowiedniki u miragai. Miednica rozszerza się ku tyłowi. Leżąca przedpanewkowo blaszka kości biodrowej ustawiona jest pionowo.
Przedni krętarz kości udowej jest wydatny, kształtu kolca lub krawędzi.
Plecy zwierzęcia noszą niewielkie płyty. Ogon wieńczą masywne kolce, dłuższe, niż leksowizaurze. Różnią się one nieco od typowych stegozaurzych kolców o kilowatych brzegach i spłaszczonych poprzecznie.
Przypuszcza się, że u gatunku tego, podobnie jak u Chungkingosaurus jiangheiensis, Stegosaurus stenops czy Kentrosaurus aethiopicus, występował dymorfizm płciowy. Mógł on obejmować większą ilość żeber krzyżowych u samic lub odwrotnie: samce mogły dysponować pięcioma parami żeber krzyżowych, samice zaś tylko czterema. Nie wydaje się jednak, by osobniki odmiennej płci różniły się rozmiarami czy układem płyt, choć niektórzy autorzy zwracają uwagę na minimalnie większą masę samców. Wnioski te wysnuto jednak na podstawie badań tylko trzech okazów D. armatus.

## Rozmieszczenie geograficzne i znaleziska
Skamieniałości zwierzęcia znaleziono na terenie Niemiec, Anglii, Francji, Portugalii i Hiszpanii. Długi czas rodzaj uchodził za jedynego europejskiego przedstawiciela swego infrarzędu z późnej jury. Dołączyły jednak do niego stegozaur i jego bliska krewna miragaia.
Dinozaur żył w późnej jurze (kimeryd-tyton), a na Półwyspie Iberyjskim także na przełomie jury późnej i kredy wczesnej. Liczne pozostałości stegozaurów znaleziono bowiem w formacji Villar del Arzobispo datowanej na tyton-berrias, część z nich zalicza się prawdopodobnie do rodzaju Dacentrurus. Gatunkowi D. armatus, obejmującemu pierwszy połączony stawowo szkielet stegozaura opisywany jeszcze jako Omosaurus armatus pochodzący z wczesnego kimerydu, przypisano jednak także dolnokredowe znalezisko z osadów kontynentalnych z Los Serranos w Walencji. Do gatunku zaliczono znalezione w Aras de los Olmos (Walencja) kolec ogonowy, kręgi szyjne, grzbietowe i ogonowe. Z kolei w Alpuente w tej samej prowincji poza kręgami wymienionych wyżej odcinków kręgosłupa natrafiono na ślady żeber, kości kulszowej i kości udowej gatunku D. armatus. Rzeczone pozostałości szkieletu pozaczaszkowego zostały opisane przez Casanovas-Cladellasa i współpracowników i umieszczone w różnych taksonach od rodzaju wzwyż. Dopiero później określono ich przynależność gatunkową. Pozostałości D. armatus odnaleziono też w Portugalii, w rejonie miejscowości Lourinhã. Także pochodziły z przełomu kimerydu i tytonu. Wielu innych stegozaurzych szczątków z Hiszpanii jeszcze bliżej nie sklasyfikowano. Część umieszczono w rodzaju Dacentrurus, nie określając gatunku. Można tu wymienić odnalezione w prowincji Teruel kręgi szyjne, grzbietowe i ogonowe, kości obręczy miednicznej, kości udową, strzałkową, piszczelową, skokową i piętową, a także płyty grzbietowe. Autorem opisujących je publikacji jest Cobos. Dacentrur pozostaje na razie jedynym przedstawicielem swego infrarzędu znalezionym w tym kraju.
W 1908 w pobliżu szczątków D. armatus znaleziono też skamieniałość, w której w 1957 rozpoznano jajo. Paleontolodzy Albert Lapparent i Georges Zbyszewski uznali wtedy, że należało do dacentrura. Jednakże nowsze badania Karla Hirscha wykazały podobieństwa do górnojurajskich Preprismatoolothus z Ameryki Północnej. Kolejne znalezisko z Lourinha ujawniło około trzydziestu podobnych jaj i liczne kości płodów, jak i wylęgających się już młodych teropodów.
Brytyjskie pozostałości D. armatus pochodzą z kimerydu, z Kimmeridge Clay w Wiltshire i Dorsetshire.
Formację Villar del Arzobispo budują dziś wapienie, kalkarenity i łupki tworzące razem liczącą 500 m warstwę. Znajdywano tam poza dacentrurem szczątki zauropodów i nieokreślonych bliżej teropodów. W Lourinhã znaleziono szczątki zauropoda Brachiosaurus atalaiensis, teropodów Lourinhanosaurus antunesi, Megalosaurus insignis i M. pombali (uznane za nomina dubia) i niezidentyfikowanych bliżej ceratozaurów, ornitopoda hipsylofodonta oraz dinozaura pancernego Dracopelta zbyszewskii. Z kolei w Dorset dacentrurowi towarzyszyły szczątki zauropodów (botriospondyl ze Swindon), teropodów i ornitopodów (uznana na gatunek kamptozaura Cumnoria prestwichii z Cumnor). Z Cambridgeshire pochodzą zaś zauropod cetiozaur i pewne szczątki teropodów.

## Systematyka
Nazwa rodzajowa Dacentrurus oznacza "bardzo kolczasty ogon". Nazwę Dacentrurus armatus ukuł w 1875 r. Owen, gatunek typowy nazywano też Omosaurus armatus. Był to pierwszy nazwany stegozaur (Stegosaurus armatus został opisany w 1877 przez Marsha), a jego holotypowy szkielet przez 125 lat dzierżył miano najkompletniejszego znaleziska stegozaura z Europy. Obecnie do tego samego gatunku zalicza się też Omosaurus hastiger Owen i O. lennieri Nopcsa. Natomiast O. vetustus zaliczono do rodzaju Lexovisaurus. W 2008 Maidment, Norman, Barret i Upchurch uznali za pewny tylko gatunek D. armatus.
Pozycja dacentrura na drzewie rodowym tyreoforów zmianiała się w pracach różnych uczonych.
Hoffstetter, uznając za kolebkę infrarzędu Europę, uznał dacentrura za bardziej zaawansowanego ewolucyjnie od leksowizaura, a mniej od stegozaura i kentrozaura.
Carpenter i współpracownicy w 2001 uznali go za takson siostrzany hesperozaura (Hesperosaurus mjosi, uznawanego nieraz za gatunek stegozaura). W następnym roku ukazało się opracowane przez Pisaniego et al. drzewo rodowe obejmujące 277 rodzajów dinozaurów, które traktowało dacentrura jako grupę zewnętrzną dla wszystkich innych umieszczonych na kladogramie stegozaurów prócz huajangozaura (i nieraz zaliczanego do Stegosauria emauzaura, umieszczonego przez naukowców poza tym taksonem).
W 2009 po znalezieniu szkieletu miragai, nowego stegozaura wyróżniającego się długą, liczącą 17 kręgów szyją, uznano ten rodzaj za takson siostrzany dacentrura, a oba rodzaje włączono w nowo zdefiniowany klad Dacentrurinae, mający grupować wszystkie stegozaury bliższe D. armatus, niż Stegosaurus armatus. Jako pewne synapomorfie podano sposób przyłączenia żeber szyjnych do odpowiadających im kręgów, szersze, niż dłuższe kręgi grzbietowe, a także pewne cechy wyrostków kości łokciowej, jak również miednicy. Dacentrurinae tworzyć mają wedle autorów grupę siostrzaną stegozaura. Tworzyłyby one razem klad, którego istnienie autorzy bronią, wymieniając jedną tylko synapomorfię: wydłużone i skierowane w tył od tylnych powierzchni stawowych wyrostki stawowe kręgów szyjnych. Niestety rzeczony fragment w przypadku szkieletu dacentrura nie zachował się. Autorzy publikacji opisującej miragaię podtrzymują jednak tezę o bliskim pokrewieństwie obu rodzajów. Oznaczałaby ona, że Dacentrurus nie był tak pierwotnym stegozaurem, za jakiego go wcześniej uważano.
Prócz Dacentrurinae w obrębie rodziny stegozaurów niektórzy badacze wyróżniają także podrodzinę Stegosaurinae definiowaną jako zawierającą wszystkie stegozaury bliższe stegozaurowi, niż dacentrurowi.